# Hôtel de ville de Lviv
L'hôtel de ville de Lviv (en ukrainien : Львівська ратуша) construit en 1835 à Lviv reprend une série de bâtiments municipaux existant depuis la moye-âge.

## Historique
Situé au 1 de la Place du marché il est classé Registre national des monuments d'Ukraine et aussi inclus dans l'ensemble  patrimoine de l'UNESCO pour la ville. Le premier bâtiment a été construit en bois vers 1357, la ville obtenant la charte de Magdebourg ; brûlant en 81 sa construction en pierre fut décidée.
Le bâtiment forme un carré ayant une cour en son centre. L'aile ouest date de 1491–1504, une tour fut décidée en 1827
et finie en 1835 mais en 1848 elle fut détruite avant d'être relevée en 1851.

## Voir aussi

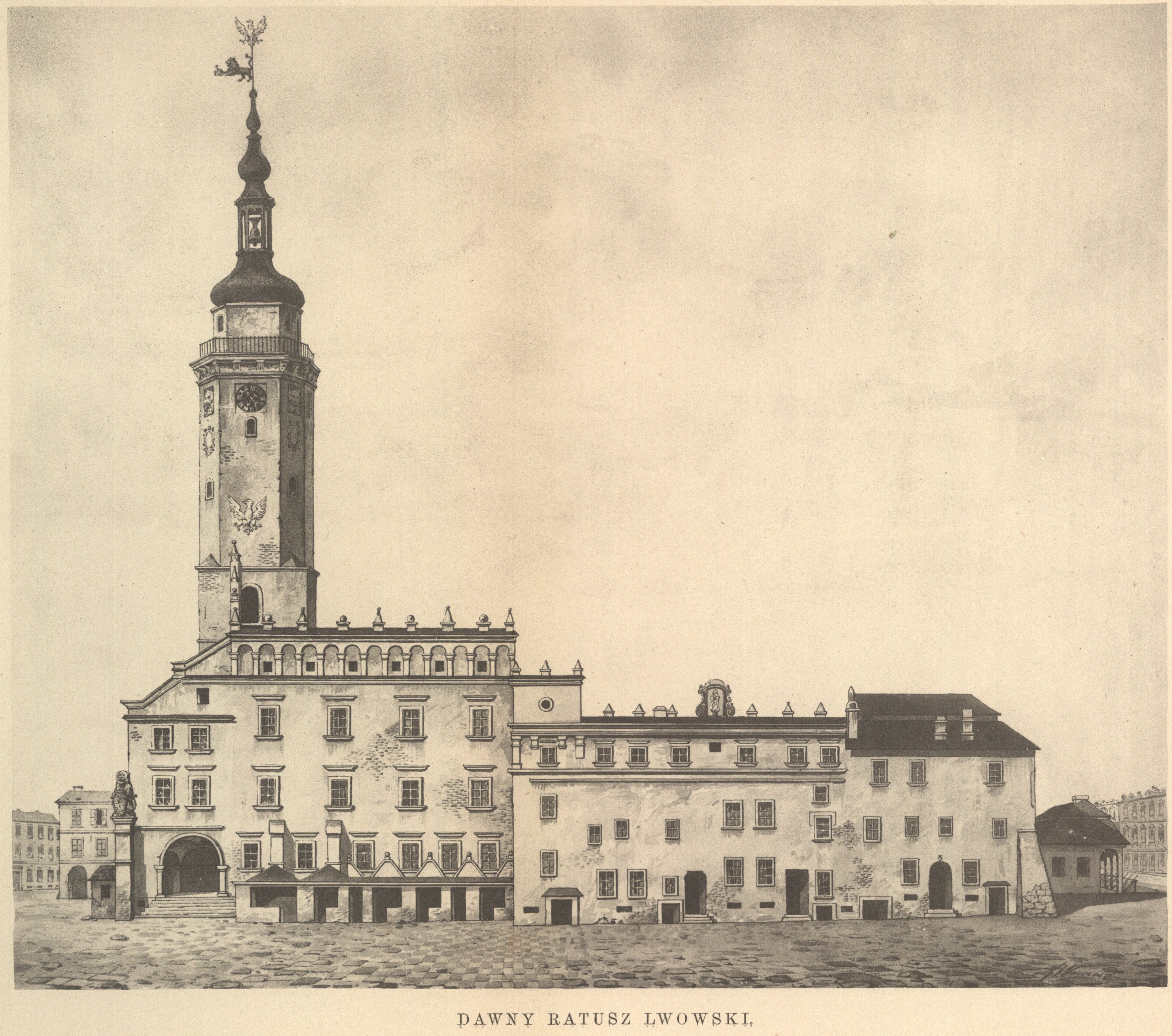
En 1826.
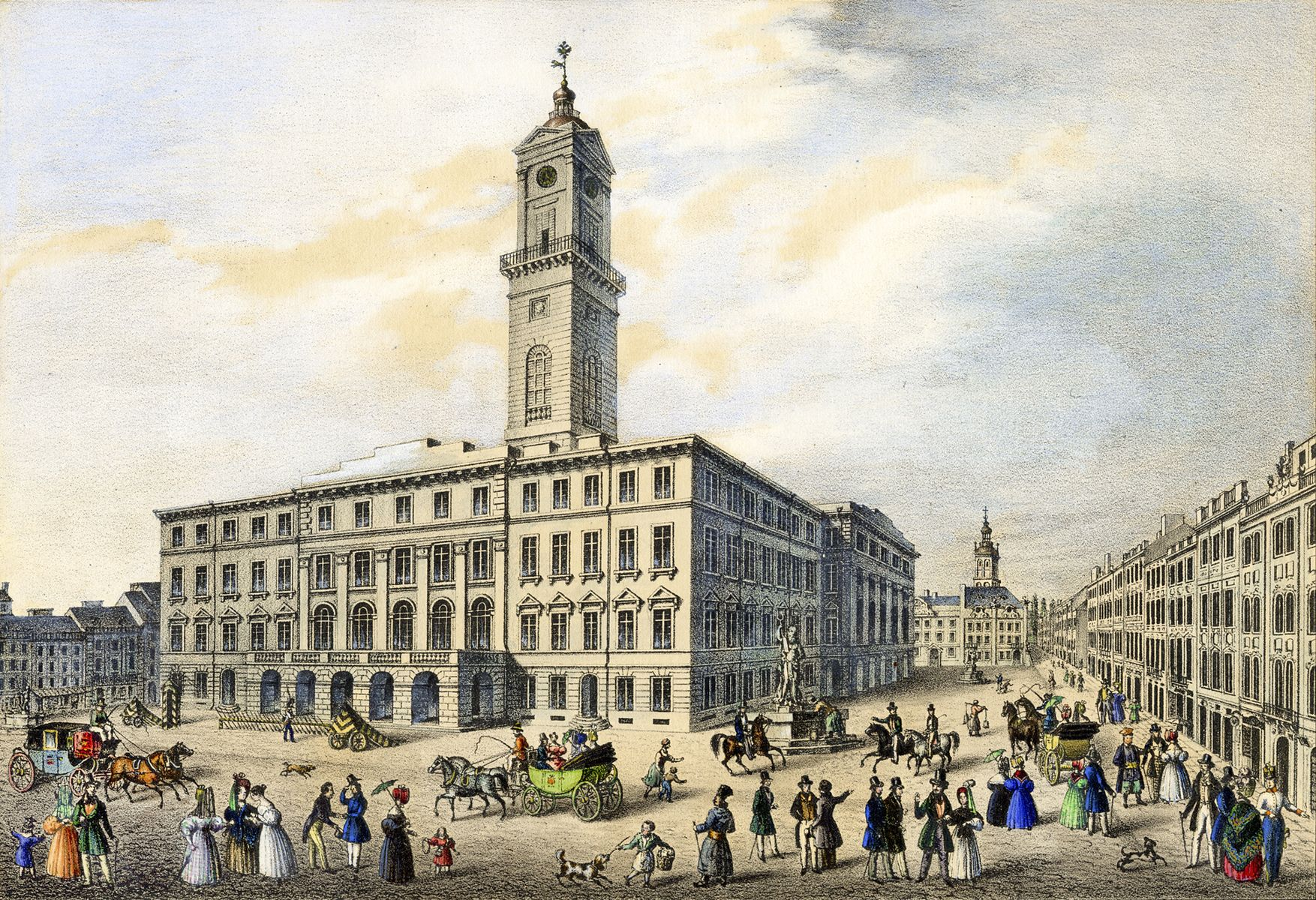
Par Karol Auer.
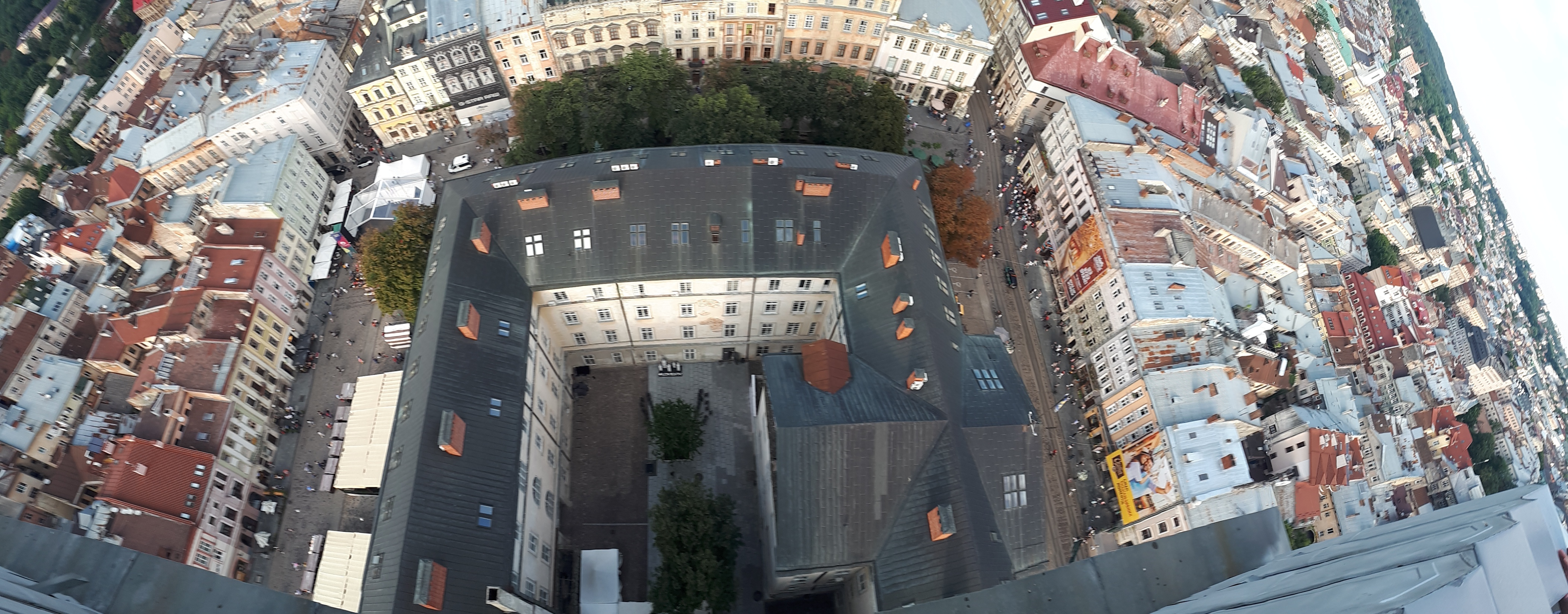
La cour.
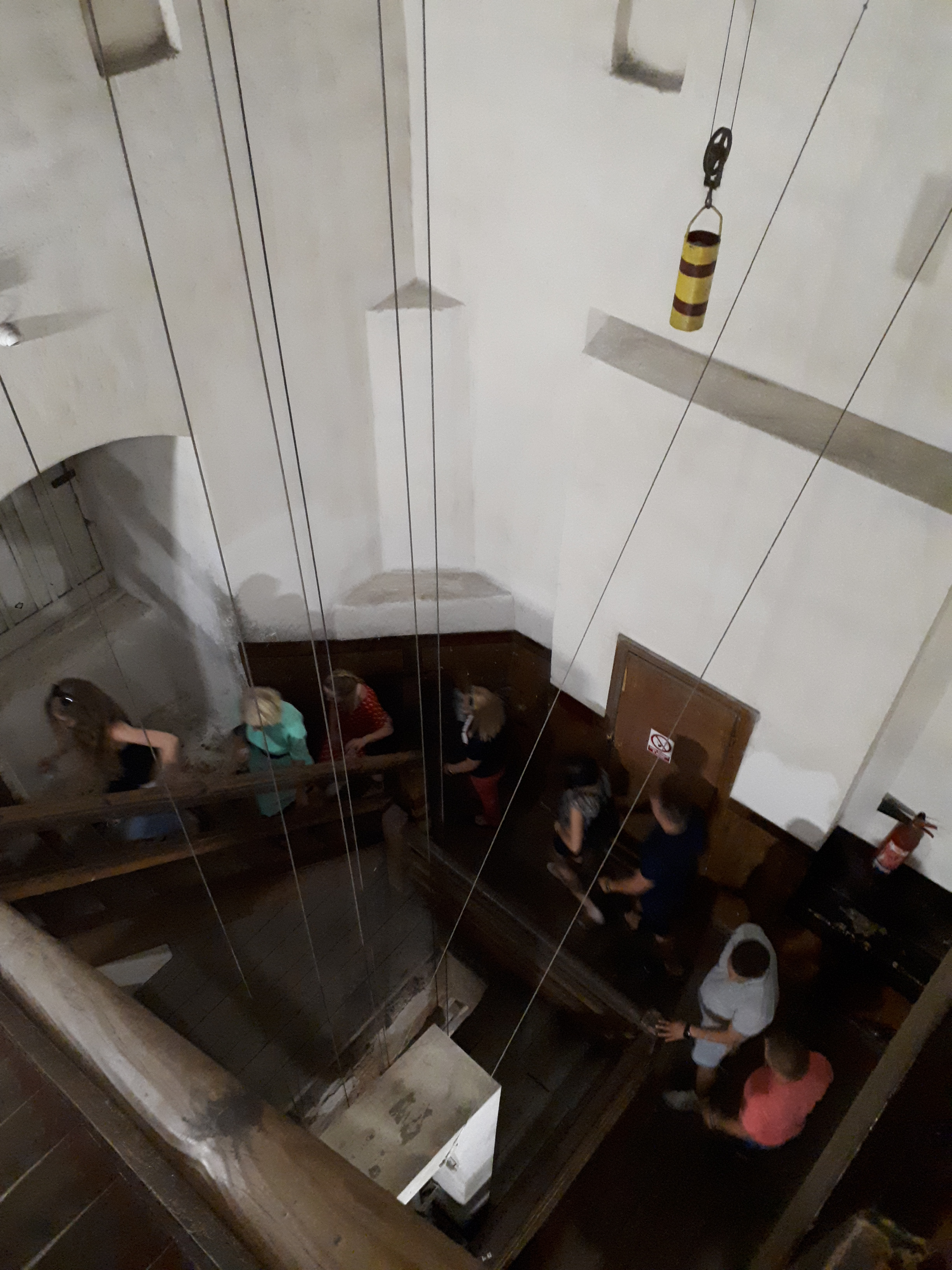
Escalier de la tour et système de contre poids.